# Kosovos politiska status
Den här artikeln handlar om omvärldens reaktioner på Kosovos självständighetsförklaring, som proklamerades den 17 februari 2008.

## Officiella erkännanden

Kosovo
Stater som formellt erkänner Kosovo som en självständig stat
Stater som inte erkänner Kosovo som självständigt
Stater som tidigare har erkänt Kosovo som självständigt men återkallat erkännandet

### Stater som officiellt har erkänt Republiken Kosovo som en självständig stat
1. Afghanistan[1]
2. Albanien[2]
3. Andorra[3]
4. Antigua och Barbuda[4]
5. Australien[5]
6. Bahrain[6]
7. Bangladesh[7]
8. Barbados[8][9][10]
9. Brunei[11]
10. Belgien[12]
11. Belize[13]
12. Benin[14]
13. Burkina Faso[15]
14. Bulgarien[16]

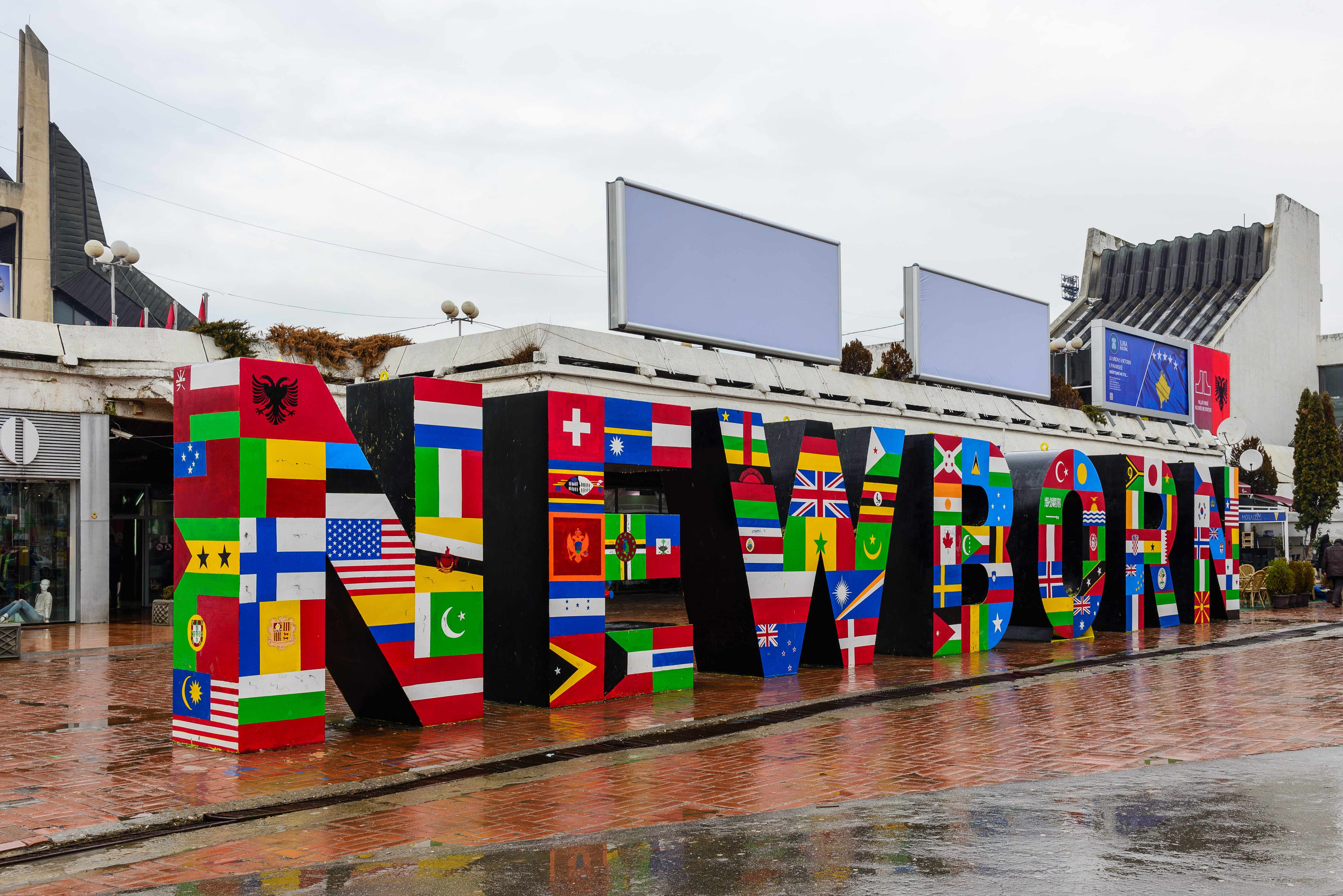
Självständighetsmonumentet "NEWBORN" i Pristina med flaggor från de länder som erkänt Kosovos självständighet.

15. Centralafrikanska republiken[17]
16. Colombia[18]
17. Costa Rica[19]
18. Danmark[20]
19. Djibouti[21]
20. Dominica[22]
21. Dominikanska republiken[23]
22. Egypten[24]
23. Elfenbenskusten[25]
24. El Salvador[26]
25. Estland[27]
26. Fiji[28][29]
27. Finland[30]
28. Frankrike[31]
29. Förenade arabemiraten[32][33]
30. Gabon[34]
31. Gambia[35]
32. Ghana[36]
33. Grenada[37]
34. Guinea-Bissau[a][43][44]
35. Guinea[45][46]
36. Guyana[47]
37. Haiti[48]
38. Honduras[49]
39. Irland[50]
40. Island[51]
41. Italien[52]
42. Israel
43. Japan[53]
44. Jemen[54]
45. Jordanien[55]
46. Kanada[56]
47. Kiribati[57]
48. Komorerna[58]
49. Kroatien[16]
50. Kuwait[59]
51. Lettland[60]
52. Lesotho[61][62]
53. Liberia[63]
54. Libyen[64]
55. Liechtenstein[65]
56. Litauen[66]
57. Luxemburg[67]
58. Madagaskar[68][69]
59. Malaysia[70]
60. Malawi[71]
61. Maldiverna[72]
62. Malta[73]
63. Marshallöarna[74]
64. Nordmakedonien[75]
65. Mauretanien[76]
66. Mikronesiska federationen[77]
67. Monaco[78]
68. Montenegro[79]
69. Nauru[80]
70. Nederländerna[81]
71. Niger[45][82]
72. Norge[83]
73. Nya Zeeland[84]
74. Oman[85]
75. Palau[86][87]
76. Pakistan[88]
77. Panama[89]
78. Papua Nya Guinea[90]
79. Peru[91]
80. Polen[92]
81. Portugal[93]
82. Qatar[94]
83. Saint Kitts och Nevis[95]
84. Saint Lucia[96]
85. Samoa[97]
86. San Marino[98]
87. São Tomé och Príncipe[99]
88. Saudiarabien[100][101]
89. Schweiz[102]
90. Senegal[103]
91. Sierra Leone[104]
92. Singapore[105][106]
93. Slovenien[15]
94. Somalia[107]
95. Storbritannien[31]
96. Sverige[108][109]
97. Swaziland[110]
98. Sydkorea[111]
99. Tanzania[112]
100. Tchad[113]
101. Thailand[114]
102. Tjeckien[115]
103. Tonga[116]
104. Turkiet[117]
105. Tuvalu[118]
106. Tyskland[119]
107. Uganda[120]
108. Ungern[16]
109. USA[5][121]
110. Vanuatu[122]
111. Österrike[123]
112. Östtimor[124]

1. ↑  Guinea-Bissau recognized Kosovo in a note verbale dated 10 January 2011 signed by President of Guinea-Bissau Malam Bacai Sanhá.[38][39]  Subsequently, in a letter dated 21 November 2017, the Ministry of Foreign Affairs of Guinea-Bissau informed Kosovo that it had withdrawn its recognition.[40][41][42] On 2 February 2018. Kosovo's MFA announced that it had received a new note verbale from Guinea-Bissau stating that the previous note revoking recognition had no effect.[43][44]

#### Delvis erkända stater eller entiteter som har erkänt Republiken Kosovo
1. Taiwan (Republiken Kina)[125]
2. Malteserorden (Den suveräna militära hospitalsorden av sankt Johannes av Jerusalem, av Rhodos och av Malta)[126]
3. Cooköarna (Cooköarna)[127]
4. Niue (Niue)[128]

#### Stater inom FN som inte har erkänt Kosovo som självständig stat[129]
1. Algeriet
2. Angola
3. Argentina
4. Armenien
5. Azerbajdzjan
6. Bahamas
7. Bhutan
8. Botswana
9. Bolivia
10. Bosnien och Hercegovina (se rubriken Stater som har deklarerat att de kommer att erkänna Republiken Kosovo men ännu inte har gjort det formellt)
11. Brasilien
12. Chile
13. Cypern
14. Ecuador (se rubriken Stater som har deklarerat att de kommer att erkänna Republiken Kosovo men ännu inte har gjort det formellt)
15. Ekvatorialguinea
16. Eritrea
17. Etiopien (se rubriken Stater som har deklarerat att de kommer att erkänna Republiken Kosovo men ännu inte har gjort det formellt)
18. Filippinerna
19. Georgien
20. Grekland
21. Guatemala
22. Guinea
23. Indien
24. Indonesien (se rubriken Stater som har deklarerat att de kommer att erkänna Republiken Kosovo men ännu inte har gjort det formellt)
25. Irak
26. Iran
27. Jamaica
28. Kambodja
29. Kamerun
30. Kap Verde
31. Kazakstan
32. Kenya
33. Kina
34. Kirgizistan
35. Kongo-Kinshasa
36. Kuba
37. Laos
38. Libanon
39. Mali
40. Marocko (se rubriken Stater som har deklarerat att de kommer att erkänna Republiken Kosovo men ännu inte har gjort det formellt)
41. Mauritius
42. Mexiko
43. Moldavien
44. Mongoliet
45. Moçambique
46. Myanmar
47. Namibia
48. Nepal
49. Nicaragua
50. Nigeria (se rubriken Stater som har deklarerat att de kommer att erkänna Republiken Kosovo men ännu inte har gjort det formellt)
51. Nordkorea
52. Paraguay
53. Rumänien
54. Ryssland
55. Rwanda
56. Saint Vincent och Grenadinerna
57. São Tomé och Príncipe
58. Serbien
59. Seychellerna
60. Slovakien
61. Spanien
62. Sri Lanka
63. Sudan
64. Sydafrika
65. Syrien
66. Tadzjikistan
67. Trinidad och Tobago (se rubriken Stater som har deklarerat att de kommer att erkänna Republiken Kosovo men ännu inte har gjort det formellt)
68. Tunisien
69. Turkmenistan
70. Uganda
71. Ukraina
72. Uruguay
73. Uzbekistan
74. Venezuela
75. Vietnam
76. Vitryssland
77. Zambia
78. Zimbabwe

#### Stater som har erkänt republiken Kosovo men sedan dragit tillbaka erkännandet
1. Surinam[130] (Surinam erkände Kosovo 8 juli 2016 och drog tillbaka det 27 oktober 2017)
2. Burundi 16 oktober 2012 – 15 februari 2018[131][132][133]
3. Papua Nya Guinea
4. Lesotho
5. Komorerna
6. Dominica
7. Grenada
8. Salomonöarna
9. Madagaskar
10. Palau
11. Togo
12. Centralafrikanska republiken
13. Ghana
14. Nauru
15. Sierra Leone

### Stater som har deklarerat att de kommer att erkänna Republiken Kosovo men ännu inte har gjort det formellt
| Land                    | Kommentar | Källa   |
| ----------------------- | --- | ------- |
| Bosnien och Hercegovina | Bosnien och Hercegovinas reaktioner på Kosovos självständighet har varit blandade. Bosniska och kroatiska medlemmar i ordförandeskapet vill erkänna det, medan serbiska medlemmar vägrar. | [ 134 ] |
| Ecuador                 | Vid ett möte i januari 2009 mellan Kosovos utrikesminister Skender Hyseni och Maria Elena Moreira, Ecuadors ambassadör i Österrike, sade Moreira att regeringen i hennes land noga har följt utvecklingen i Kosovo och då europeiska och latinamerikanska länder erkänt Kosovo skulle Ecuador allvarligt överväga en begäran om erkännande av Kosovo som en självständig och suverän stat. Vid ett möte den 25 mars 2009 mellan Hyseni och Diego Morejon-Pazmino, Ecuadors ambassadör i FN, upprepade Morejon-Pazmino att Ecuador har varit noga med att följa utvecklingen i Kosovo. Ambassadören betonade vikten av att bygga upp demokratiska institutioner och ett samhälle som respekterar rättigheter för alla folkgrupper. Morejon-Pazmino sade också att Ecuador noggrant skulle undersöka utvecklingen innan beslut fattas om ett erkännande av Kosovo. | [ 135 ] |
| Etiopien                | Den 5 augusti 2012 rapporterades det att den etiopiska regeringen formellt hade erkänt Kosovo; Kosovos utrikesdepartement inväntar ankomsten av Etiopiens note. | [ 136 ] |
| Indonesien              | Indonesiens reaktion på Kosovos självständighet har varit blandad. | [ 137 ] |
| Marocko                 | Den 6 juli 2012 lovade Marockos utrikesminister Saad-Eddine El Othmani att de högsta statliga institutionerna skulle granska en begäran om erkännande av Kosovo och ett beslut om erkännande skulle göras inom skälig tid. Den 8 oktober 2012 möttes Albaniens premiärminister Sali Berisha och Marockos dito Abdelilah Benkirane. Benkirane lovade att överväga en begäran från Albaniens myndighet om ett erkännande av Kosovo. | [ 138 ] |
| Nigeria                 | Den 28 mars 2014 meddelade utrikesminister Aminu Wali att Nigeria inväntar ett avtal mellan Belgrad och Kosovo före ett erkännande. | [ 139 ] |
| Trinidad och Tobago     | Vid ett möte den 25 mars 2009 mellan Kosovos utrikesminister Skender Hyseni och Maria Annette Valere, Trinidad och Tobagos ambassadör i FN, sade hon att hennes land vet hur viktigt arbetet med ett internationellt erkännande är för Kosovo och att regeringen i Trinidad och Tobago skulle ta upp en begäran om ett erkännande i en nära framtid. |         |

### Stater som deklarerat att de inte kommer erkänna Republiken Kosovo som en självständig stat
1. Algeriet[141]
2. Cypern[142]
3. Ryssland[143]
4. Serbien

## Övrigt
17 av Rumäniens 33 medlemmar i Europaparlamentet röstade den 29 mars 2012 för "Resolution on the European Integration Process of Kosovo" som innehåller en punkt med uppmaningen till de EU-länder som inte har erkänt Kosovo att göra det. Resolutionen antogs i Europaparlamentet med röstsiffrorna 375 för, 97 mot och 76 frånvarande.
Den 12 januari 2013 välkomnade OIC en delegation från Kosovo. Den 9 februari 2013 meddelade Kosovos utrikesminister Enver Hoxhaj att han gläds över OIC:s uppmaning till andra länder att erkänna Kosovos självständighet.